# 한자 점자
한자 점자(漢点字, かんてんじ 칸텐지[*], ⢱⢚⠷⣸⠓⢜)는 카와카미 타이이치가가 고안한, 8점식(가로 2×세로 4)으로 한자를 표현한 점자이다.

## 역사
오사카 부립 맹학교 교원이였던 카와카미 타이이치가 1969년에 고안하였다.

## 구성
일반적으로 사용되고 있는 6점식 점자의 1점 위에 0점(시점)을 4점 위에 7점(종점)을 더한 8점식 점자로 나타낸다.
한자 한 문자는 첫 번째 행에서 세 번째 행으로 표현한다.

## 예시
| ⢛  | ⢇⣮ | ⠀ | ⠕⢺ | ⣿  | ⡇⠤⣨ | ⣫  |
| 草 | 枕 |   | 夏 | 目 | 潄  | 石 |
| ⡑⣌                         | ⡆  | ⡃⠮ | ⢖  | ⠠⣂ | ⣥⢈ | ⠠⢂ | ⣣⠊ | ⡲  | ⢤  |
| 智                         | に | 働 | け | ば | 角 | が | 立 | つ | 。 |
| 지혜에 치우치면 모가 난다. |    |    |    |    |    |    |    |    |    |
| ⠳⢾                        | ⡆  | ⢇⣄⡼ | ⢢  | ⢶  | ⠠⣂ | ⡇⢚ | ⢢  | ⠶  | ⠲  | ⢤  |
| 青                        | に | 棹  | さ | せ | ば | 流 | さ | れ | る | 。 |
| 청에 삿대질하면 흘러간다. |    |     |    |    |    |    |    |    |    |    |
| ⠃⡊                             | ⡳⡮ | ⡠  | ⣃⡺ | ⢶  | ⠠⣂ | ⠥⣮ | ⡵⣞ | ⠠⡢ | ⢤  |
| 意                             | 地 | を | 通 | せ | ば | 窮 | 屈 | だ | 。 |
| 고집을 관철하면 융통성이 없다. |    |    |    |    |    |    |    |    |    |

## 같이 보기
- 점자
- 6점 한자